# 野呂寧
野呂寧（日语：／ Noro Yasushi，1868年9月12日—1931年3月1日），日本東京人，為台灣日治時期地圖測繪技師與登山家，於1899年至1925年間擔任臺灣總督府民政部官員，從事臺灣山區土地調查與測量，並留下當時登山探險的許多第一手記錄。野呂寧為臺灣多座高山的首登者，如雪山、南湖大山、奇萊北峰、合歡山、北大武山等，也有多座山岳由野呂寧所命名，如中央尖山、東郡大山、東巒大山。1914年太魯閣戰爭前，野呂寧於1913年進行戰前準備的合歡山測量，遇上嚴寒而致89人凍死，是臺灣史上死傷人數最多的山難；不過本人則活到1931年在東京自宅過世。

## 生平

### 早年生活
野呂寧出生於1868年（明治元年），1889年自參謀本部陸地測量部修技所畢業，成為陸軍測量手。1894年甲午戰爭後，隨第二軍司令部派遣至遼東半島。1899年前往臺灣，任職臺灣土地調查局技手，隔年晉升為監督官。1900年8月繼承父親家督之職。
1902年，野呂寧與中田三郎被任命為臨時臺灣土地調查局監督官並兼任技師，從事全臺土地調查。1905年被任命為總督府蕃務本署測量技師。

### 總督府技師
1908年10月，野呂寧與殖產局囑託兼陸軍通譯森丑之助等人參加苗栗廳探險隊，進入大霸尖山附近山域，針對鹿場大山與大安溪上游的森林等北部中央山脈進行地理觀察，回程時遭到原住民攻擊，導致探險隊員三傷一失蹤。
1908年11月至12月間，野呂寧與森丑之助、總督府技手志田梅太郎前往新高山（玉山）進行測量，是臺灣總督府首次正式實施「蕃地測量」，當時測得新高山海拔高度為13,075日尺（約3,961.7公尺）。該測量隊回程時從阿里山縱走下陳有蘭溪流域，發現新高山屬於獨立於中央山脈以外的新山脈。
1909年1月27日，野呂寧與總督府技手財津久平等一行人，進行苗栗廳橫龍山附近的踏查，自此日本人對加里山附近的原住民各社達到完全的了解與控制。1909年11月，野呂寧一行人從西麓（今屏東縣瑪家鄉平和部落舊址）首登北大武山，據同行的原住民嚮導所言，北大武山過去可能連原住民都未曾登頂過。
1910年12月27日，野呂寧率隊與技師川上瀧彌、岡本要八郎、中島重太郎、高山辰次郎、榎本定吉、警部松野常世、佐佐木舜一與警察數人、原住民嚮導126人等，進行第一次知本橫斷的官方踏查，促成1927年知本越嶺道路的正式開鑿。該隊從阿緱廳出發後，經三地門、阿禮、北隘寮溪上游、知本主山、大南溪、呂家社，途中首登知本主山，但因為濃霧影響視野而不曾發現小鬼湖；1911年1月5日，一行人抵達卑南社（今臺東縣卑南鄉）。

### 合歡山測量
1910年春天，野呂寧率隊前往合歡山進行探險與測量，然而遇上暴風雪，夜間溫度僅攝氏零下2度，導致30人凍死而未果。1913年3月，野呂寧再次率隊踏查合歡山，成員包括警部相澤作藏、技手財津久平、齋藤武彥、中島重太郎，警部2名、警部補3名、囑託1名、巡查50名、巡查補5名、隘勇46名、原住民嚮導60名、苦力100多人，總計近300人。探險隊於3月17日抵達櫻峰分遣所，卻遇上連日大雨。21日天氣一放晴，野呂寧便決定馬上啟程前往合歡山，卻在22日遇上暴雨與冰雹，氣溫降到攝氏零下5度，半數苦力逃跑，野呂寧只好宣告撤退下山。此次行動造成凍死的漢人隘勇與苦力達89人，倖存者57人，其餘人士全部失蹤，是臺灣史上死傷人數最多的山難，稱為「野呂寧事件」。
1913年9月16日，為了深入控制太魯閣族原住民，時任臺灣總督佐久間左馬太親自率隊組成「合歡山探險隊」，以警視山本新太郎為探險指揮官，加上步兵一中隊，組成一支近300人的大編隊，野呂寧也隨隊參加。由少將萩野末吉率領的「能高山探險隊」，以警視江口良三郎為探險指揮官，共100多人，也在同時出發。9月25日，野呂寧與財津久平、齋藤武彥在警部補梶原氏及巡查、原住民等100人的護衛下，抵達合歡山及東合歡山，可能是這兩座山岳的首登者，並接續進行立霧溪上游的觀察與測圖。然而因為地形阻隔，在這兩座山上無法望見太魯閣諸社，於是又於10月1日早上9點50分，首登北合歡山，完成展望並偵查太魯閣諸社情報的目的。10月3日，野呂寧帶領警察隊一分隊、軍隊一中隊與原住民數人組成探險隊，攀登斷崖抵達奇萊主峰與北峰間鞍部，首登奇萊北峰，展望太魯閣諸社，再於10月4日歸返平地。10月13日，野呂寧與與大尉能村氏等，由花蓮港探險內太魯閣，並攀登與測量立霧山。

### 南湖大山測量

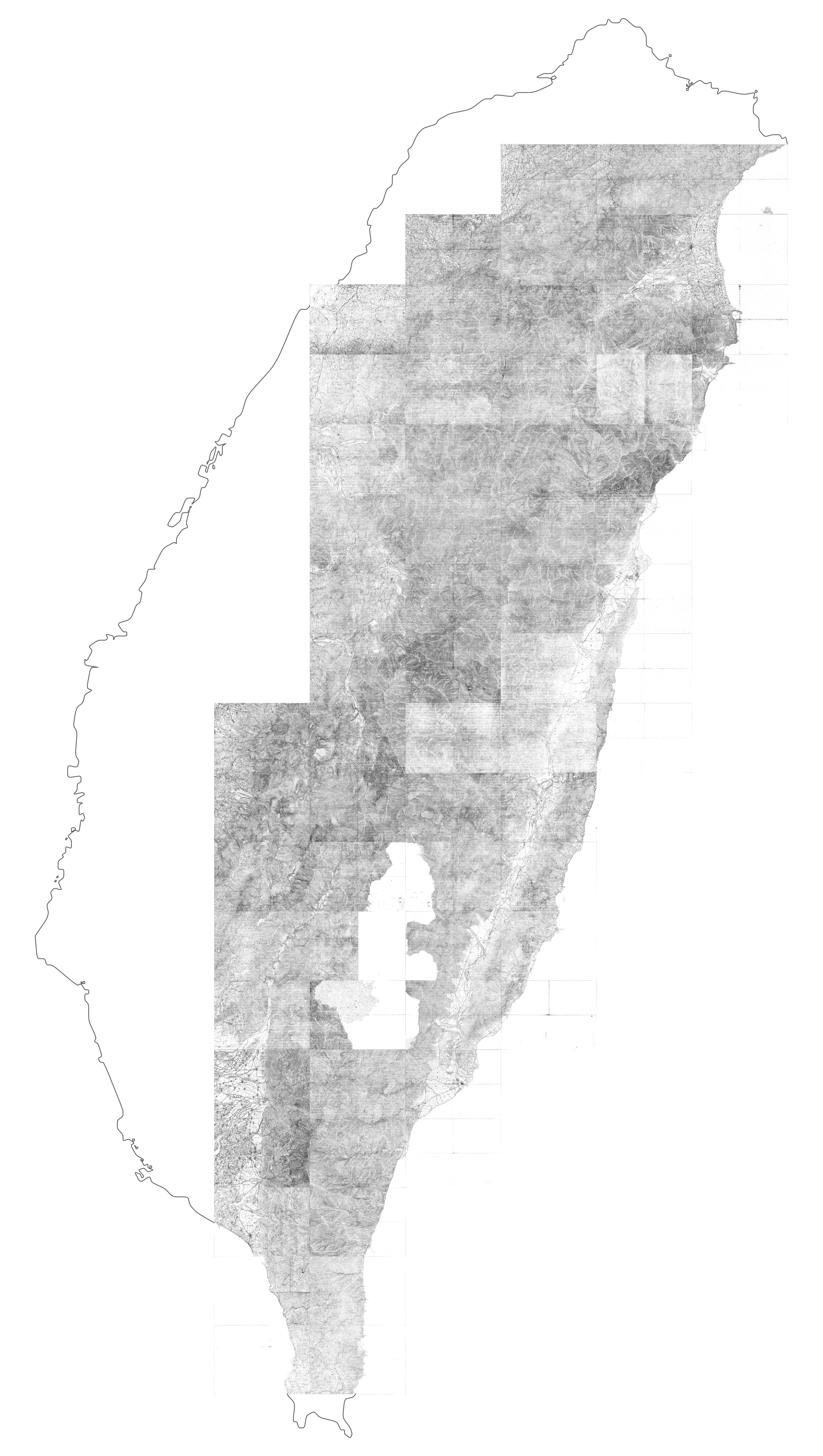
大正年間陸續完成製版的《五萬分一蕃地地形圖》

1914年4月23日，野呂寧、財津久平、齋藤武彥、大尉竹中氏、警視金子惠教、警部小島仁三郎、比亞豪社原住民嚮導等34人組成南湖大山搜索隊，從四季社（今宜蘭縣大同鄉四季村）出發，登頂加羅山，再由此越過三星山支脈分水嶺回到比亞豪社，5月1日早上9點首登南湖大山主峰，再取卑亞南道路下山。此次探險是日後太魯閣戰爭重要的前哨偵察，而途中有十人一度患有嚴重的高山症，野呂寧的紀錄也為臺灣的登山生理學提供了明確的數據。
完成此行南湖大山測量後，野呂寧發表《臺灣高山一覽》，當時已知的山岳中，共有3,000公尺以上高山48座，其中多座山岳由野呂寧首登與命名。1916年，野呂寧完成編繪《蕃地地形圖》，描繪臺灣山地地形，並標有自然景觀、原住民各社、隘勇線、官吏駐在所等地標。

### 晚期工作
1913年9月1日，在野呂寧等有志於登山的日本人士倡議下，在臺北創立了半官方性質的登山組織「登山會」，以總督府民政長官內田嘉吉為會長，副會長為技師新元鹿之助，野呂寧、賀來佐賀太郎、中山佐之助、山本新太郎、小西恭介等5人擔任幹事。登山會曾舉辦過幾次台北近郊的登山健行活動，但隨後逐漸淡化。
野呂寧在臺期間歷任總督府蕃務本署、財務局、警察本署及殖產局等單位，擔任過法規課長、林務課長、移民課長、林野整理課長、地理課長等職務，進行山岳測量、蕃地道路踏查、鐵道路線踏查、全臺土地測量、地圖測繪，也留下許多山林探險調查報導與文章，主要發表在《臺灣日日新報》與《臺灣時報》。1916年，野呂寧任職總督府地理課長期間，與民政局長下村宏、殖產局長高田元治郎，向總督府申辦成立「臺灣商工實業學校」，1917年獲准並定名爲「東洋協會臺灣支部附屬私立臺灣商工學校」，為臺灣第一所私立職業學校，即今臺北市開南高級中等學校前身。
1925年12月，野呂寧返回日本。1930年1月，當時已為臺灣山岳會榮譽會員的野呂寧，受臺灣山岳會之邀來臺演講。1931年3月1日病逝於東京自宅。墓所所在東京泉岳寺。

## 家族
- 父：野呂實貞
  - 弟：野呂修
  - 妹：野呂ろく
- 妻：野呂幸（父為黑岩保教）
  - 子：野呂元、野呂榮、野呂丈夫
  - 女：野呂貞子、野呂文江[1]